# Huskvarna pastorat
Huskvarna pastorat är ett pastorat i Södra Vätterbygdens kontrakt i Växjö stift i Jönköpings kommun i Jönköpings län.
Pastoratet bildades 2014 och består av följande församlingar::
- Hakarps församling
- Huskvarna församling

Pastoratskod är 060613.